# Manuel António
Manuel António (* 29. ledna 1946, Santo Tirso) je bývalý portugalský fotbalista, útočník. Byl nejlepším střelcem portugalské ligy v sezóně 1968/1969.

## Fotbalová kariéra
Začínal v FC Tirsense. Portugalskou ligu hrál za Académicu de Coimbra a FC Porto, nastoupil ve 247 ligových utkáních a dal 113 gólů. V roce 1968 vyhrál s FC Porto portugalský fotbalový pohár. Kariéru zakončil v druholigovém týmu UD Leiria. V Poháru vítězů pohárů nastoupil v 5 utkáních, ve Veletržním poháru nastoupil v 8 utkáních a dal 3 góly a v  Poháru UEFA nastoupil ve 2 utkáních a dal 1 gól. Za portugalskou reprezentaci nastoupil v roce 1969 ve 4 utkáních. 

## Ligová bilance
| Ročník                        | Zápasy | Góly | Klub                 |
| ----------------------------- | ------ | ---- | -------------------- |
| 1. portugalská liga 1964/1965 | 26     | 21   | Académica de Coimbra |
| 1. portugalská liga 1965/1966 | 18     | 10   | FC Porto             |
| 1. portugalská liga 1966/1967 | 9      | 7    | FC Porto             |
| 1. portugalská liga 1967/1968 | 17     | 14   | FC Porto             |
| 1. portugalská liga 1968/1969 | 26     | 19   | Académica de Coimbra |
| 1. portugalská liga 1969/1970 | 20     | 10   | Académica de Coimbra |
| 1. portugalská liga 1970/1971 | 25     | 10   | Académica de Coimbra |
| 1. portugalská liga 1971/1972 | 25     | 12   | Académica de Coimbra |
| 2. portugalská liga 1972/1973 | 29     | 23   | Académica de Coimbra |
| 1. portugalská liga 1973/1974 | 24     | 2    | Académica de Coimbra |
| 1. portugalská liga 1974/1975 | 20     | 5    | Académica de Coimbra |
| 1. portugalská liga 1975/1976 | 20     | 1    | Académica de Coimbra |
| 1. portugalská liga 1976/1977 | 17     | 2    | Académica de Coimbra |
| 2. portugalská liga 1977/1978 | -      | -    | UD Leiria            |
| CELKEM 1. portugalská liga    | 247    | 113  |                      |